# Hypacanthium echinopifolium
Hypacanthium echinopifolium là một loài thực vật có hoa trong họ Cúc. Loài này được (Bornm.) Juz. mô tả khoa học đầu tiên.